# Maribel Servera Matamalas
Maribel Servera Matamalas "Servereta" (Manacor, 1981) és una professora i glosadora mallorquina.
Maribel Servera és mestre d'educació física per la Universitat de les Illes Balears i professora d'INEF per la Universitat de Barcelona. El seu primer contacte amb la glosa, encara episòdic, va ser el 2006. Es va endinsar més profundament en el món de la improvisació popular a partir del 2009 i de llavors ençà ha participat activament a molts de combats de picat, activitat amb la qual ha voltat totes les àrees de parla catalana i Itàlia. El 2014 va guanyat el premi "Reina de les Nyacres" a la Trobada de Cantadors de Catalunya celebrada a Espolla. Servera, al costat de glosadors com Mateu Matas "Xurí", Pau Riera "Rierol", Miquel Servera "Boireta", Macià Ferrer "Noto", Catalina Eva Canyelles "Sollerica", Xavier Ferriol "de l'Havana" i altres, ha protagonitzat la recuperació del glosat i dels combats de picat a Mallorca. És membre activa i ha estat presidenta de l'associació Glosadors de Mallorca.